# Pedro Avilés Pérez
Pedro „El León de la Sierra“ Avilés Pérez (* 11. April 1931 in La Vainilla, Badiraguato, Sinaloa; † 15. September 1978 in Sinaloa) war ein mexikanischer Drogenboss und als Teil der ersten Generation der großen mexikanischen Drogenschmuggler, ein Pionier des Drogenhandels in Mexiko.

## Kriminelle Karriere
Geboren im Municipio Badiraguato als Sohn von Adolfo Avilés und Aureliana Pérez, begann Pedro Avilés Pérez als Pionier des groß angelegten Drogenhandels in den 1960er Jahren Marihuana und Heroin zu vertreiben. Sein Einflussgebiet lag vor allem in Tijuana und Chihuahua. Avilés war der erste, der Flugzeuge benutzte, um Drogen in die Vereinigten Staaten zu schmuggeln.
Zu den wichtigsten Mitgliedern seiner Organisation gehörten Ernesto Fonseca „Don Neto“ Carrillo, der als Schatzmeister fungierte und der Onkel des Begründers vom Juárez-Kartell namens Amado Carrillo Fuentes ist, Rafael Caro Quintero, der bereits im Alter von 12 Jahren für Pérez gearbeitet haben soll und der Bruder von Miguel Caro Quintero – späterer Kopf des Sonora-Kartells – und der Patensohn von „Don Neto“ Carrillo ist, Juan José „El Azul“ Esparragoza Moreno, der für den Großteil des Transports zuständig war und Miguel Angel Felix „El Padrino“ Gallardo, der als ehemaliger Polizist und Leibwächter von Gouverneur Leopoldo Sánchez Celis, für Abmachungen mit wichtigen Staatsbeamten verantwortlich war.
Berichten zufolge begann Ende der 1970er Jahre auch der berüchtigte El Chapo seine Karriere im Dienste von Pedro Avilés Pérez. Viele Quellen besagen, er war Chapos Onkel, wobei Pedro Avilés Burgos, ein Cousin von Avilés Pérez, behauptet, dies sei nicht wahr.

## Tod
Am 15. September 1978 wurde Avilés in der Gegend El Tepuche, einem Vorort von Culiacán, bei einer Schießerei von der mexikanischen Bundespolizei getötet. Miguel Ángel Félix Gallardo übernahm die Zügel der Organisation, die niemals eine definierte Identität hatte und kurz davor war zu zerbröckeln, und gründete gemeinsam mit Rafael Caro Quintero und Ernesto Fonseca Carrillo das Guadalajara-Kartell.

## Film und Fernsehen
- 2018: Darstellung in der Serie Narcos: Mexico, durch Antonio Lopeztorrez.
- 2017: Seine Person wird in der letzten Episode der ersten Staffel der Serie El Chapo, durch Víctor Rodríguez verkörpert.
- 1999: Der Film La clave 7 handelt von der Geschichte der Bemühungen der mexikanischen Armee, Pedro Avilés Pérez, der von Schauspieler Jorge Reynoso verkörpert wird, zu Fall zu bringen.